# マウリツィオ・アリバベーネ
マウリツィオ・アリバベーネ（Maurizio Arrivabene、1957年3月7日 - ）は、F1のスクーデリア・フェラーリの元チーム代表、セリエA・ユヴェントスFCの元最高経営責任者（CEO）である。イタリアのブレシア出身。

## 経歴
1997年、タバコ企業フィリップモリスに入社し、20年近くマーケティング部門で働く。2007年、副社長としてマールボロブランドのグローバル・コミュニケーション&プロモーション部門を率い、フィリップモリスがメインスポンサーとして支援するフェラーリと深い関係を持った。2010年以降はF1委員会でスポンサー代表として意見を述べ、サッカーの名門クラブ、ユベントスFCの役員も務めた。
2014年シーズン、フェラーリは0勝という不振に終わり、チーム幹部の入れ換えを断行。最終戦アブダビGPの翌日（2014年11月24日）、アリバベーネはフェラーリ新会長セルジオ・マルキオンネから指名され、マルコ・マティアッチの後任として新チーム代表に就任した。フェラーリ社外の人物かつ、ビジネス界出身という、伝統のチームとしては異例の人選となった。
2015年以降は、4度のワールドチャンピオン経験を持つセバスチャン・ベッテルを擁し、最強チームメルセデスに挑んだ。2017年はシーズン前半にメルセデスと互角の戦いを演じたが後半に失速し、チーム代表更迭が噂されるようになった。2018年シーズンも同様の展開となった上に、同年7月のマルキオンネ会長の急死後、テクニカル・ディレクターのマッティア・ビノットとのチーム内での確執が表面化した。2019年1月7日、チーム代表にビノットが就任することが発表され、アリバベーネはチームを去った。
2021年7月、ユヴェントスFCの最高経営責任者（CEO）に就任。しかし翌2022年11月、チームの不正会計疑惑が持ち上がったことを受け取締役会メンバーが全員一斉に辞任することになり、アリバベーネもCEOを辞任した。